# Tengshe
Tengshe est un astérisme de l'astronomie chinoise. Il est décrit dans le traité astronomique du Shi Shi, qui décrit les astérismes composés des étoiles les plus brillantes du ciel. Il se compose de 22 étoiles relativement peu lumineuses, situées à cheval sur les constellations occidentales du Lézard et la partie occidentale de celle d'Andromède. 

## Composition de l'astérisme
Tengshe est un astérisme d'extension moyenne, mais de forme relativement tourmentée. Il est situé dans une région relativement peu fournie en étoiles brillantes, et sa composition est de fait incertaine. Elle comporte cependant probablement les étoiles principales de la constellation occidentale du Lézard, formant un motif caractéristique en dents de scie. À ces étoiles là s'ajoute environ une dizaine d'étoiles partant de la partie nord de la constellation du Lézard et allant vers l'est vers la partie occidentale de la constellation d'Andromède, et un plus petit groupe d'étoile situé en dessous. Une composition possible de l'astérisme est :
- β Lacertae (magnitude apparente 4,4)
- α Lacertae (3,8)
- 4 Lacertae (4,6)
- 5 Lacertae (4,3)
- 2 Lacertae (4,6)
- 6 Lacertae (4,5), cet ensemble de 6 étoiles formant la quasi-totalité du motif traditionnel de la constellation occidentale du Lézard[1]
- 9 Lacertae (4,6)
- HD 216946 (5,0)
- 3 Andromedae (4,6)
- 7 Andromedae (4,5)
- 8 Andromedae (4,8)
- 11 Andromedae (5,4)
- λ Andromedae (3,8)
- ψ Andromedae (5,0)
- κ Andromedae (4,2)
- ι Andromedae (4,3), ces 10 étoiles formant la partie orientale de l'astérisme
- 10 Lacertae (4,9)
- 12 Lacertae (5,2)
- 13 Lacertae (5,1)
- ο Andromedae (3,9)
- 15 Lacertae (4,9)
- 11 Lacertae (4,5), cet ensemble de 6 étoiles formant la partie basse de l'astérisme

## Symbolique
Tengshe représente un serpent aquatique, représenté sur la rive de Tianhe, le fleuve céleste que symbolise la Voie lactée.

## Astérismes associés
Il existe le long de la Voie lactée divers astérismes explicitement associés au fleuve céleste qu'elle représente. Parmi ceux-ci se trouvent Tianjin, un gué permettant de traverser le fleuve (constellation du Cygne), et Tianchuan, un bateau naviguant sur le fleuve (constellation de Persée). D'autres animaux vivent en sus de Tengshe dans le fleuve, notamment des tortues, Bie et Gui (constellations de la Couronne australe et de l'Autel).

## Référence
- (en) Sun Xiaochun et Jakob Kistemaker, The Chinese sky during the Han, New York, Éditions Brill, 1997, 247 p. (ISBN 9004107371), page 150.

## Note
1. ↑  Un peu plus au sud 1 Lacertae ne fait probablement par partie de Tengshe, mais d'un autre astérisme, Neichu.